# L'Homme qui n'aimait pas Noël

L'Homme qui n'aimait pas Noël (titre original : Anything but Christmas) est un téléfilm de Noël américain d'Allan Harmon diffusé en 2012.

## Synopsis
Grace et John sont mariés et très heureux. Pourtant au moment de Noël, le moral ne semble pas au beau fixe : Si Grace a toujours caché le fait d'avoir perdu son premier mari un 21 décembre pour éviter de gâcher la fête, John quant à lui déteste cette célébration. En effet cet événement lui fait remonter de douloureux souvenirs remontant à son enfance...

## Fiche technique
- Titre original : Anything but Christmas
- Réalisation : Allan Harmon
- Scénario : Peter Woodward
- Directeur de la photographie : Burton Kuchera
- Montage : Steve Schmidt
- Musique : Alex Khaskin
- Costumes : Vicky Mulholland
- Décors : Kristina Lyne
- Production : Kristine Klohk
- Genre : Comédie dramatique
- Pays :  États-Unis
- Durée : 105 minutes (1 h 45)
- Date de diffusion :
  -  États-Unis : 9 décembre 2012

## Distribution
- Elaine Hendrix : Grace
- Sergio Di Zio : John Brooking
- Sean Michael Kyer : Zach
- Christopher Lloyd (VF : Pierre Hatet) : Harry Brooking, père de John
- Gabrielle Rose : Agnes
- Jessica Harmon : Faith
- Heather Doerksen : Charlene
- Adrian Holmes : Sgt. Thomas
- Karin Konoval : Emilia